# Verneuil (Marna)
Verneuil è un comune francese di 845 abitanti situato nel dipartimento della Marna nella regione del Grand Est.

## Società

### Evoluzione demografica
Abitanti censiti